# Циецере (река)
Цие́цере (латыш. Ciecere) — река в Латвии, правый приток Венты. Протекает по территории Броценского, Салдусского и Скрундского краёв. Длина реки — 51 км, площадь водосборного бассейна — 542,6 км².
Река Циецере вытекает из озера Циецерес. Течёт на запад через город Салдус. Впадает в Венту у восточной окраины города Скрунда.
Средняя ширина реки составляет 10 м, глубина 0,3—0,6 м, ширина долины 150—200 м, падение русла в верхнем течении — 1,7 м/км, в среднем и нижнем — около 1 м. Русло извилистое. Ниже города Салдус река течёт по узкой долине, похожей на каньон. В нижнем течении становится равнинной рекой с низкими берегами. Дно реки каменистое, ближе к устью — песчано-гравийное.
Крупнейшие притоки: Кримелде (правый), Бакупе, Паксите (левые). Крупнейшие населённые пункты на реке: Салдус, Циецере, Сатини, Межвиды, Кушайни. На реке устроены три ГЭС.